# Delle
Cet article possède un paronyme, voir Dole.
Delle est une commune française située dans le département du Territoire de Belfort, en Franche-Comté, dans la région administrative Bourgogne-Franche-Comté, chef-lieu de canton.
Son territoire communal jouxte la frontière avec la Suisse (et, plus précisément, le canton du Jura) et son agglomération se prolonge au-delà de cette frontière.
Par sa population, c'est la deuxième ville du Territoire de Belfort après Belfort. Ses habitants sont appelés les Dellois.

## Géographie

Représentations cartographiques de la commune
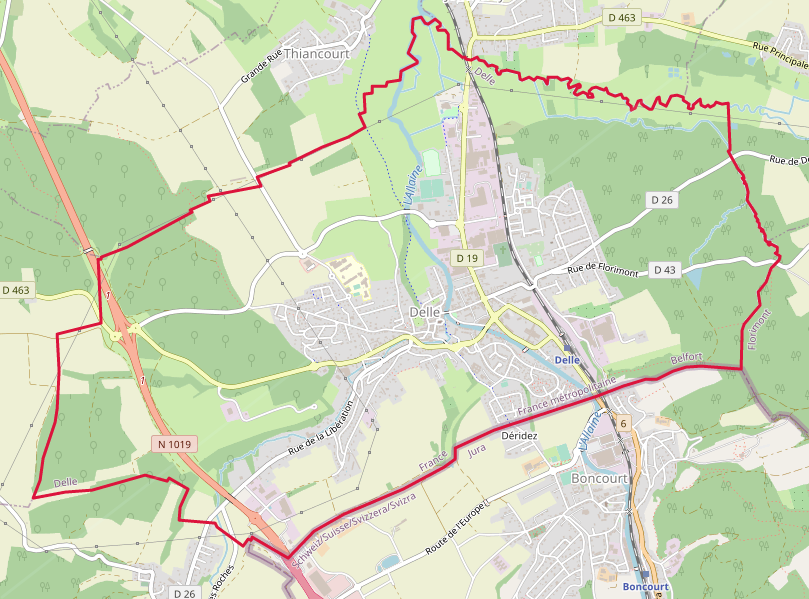
Carte OpenStreetMap.
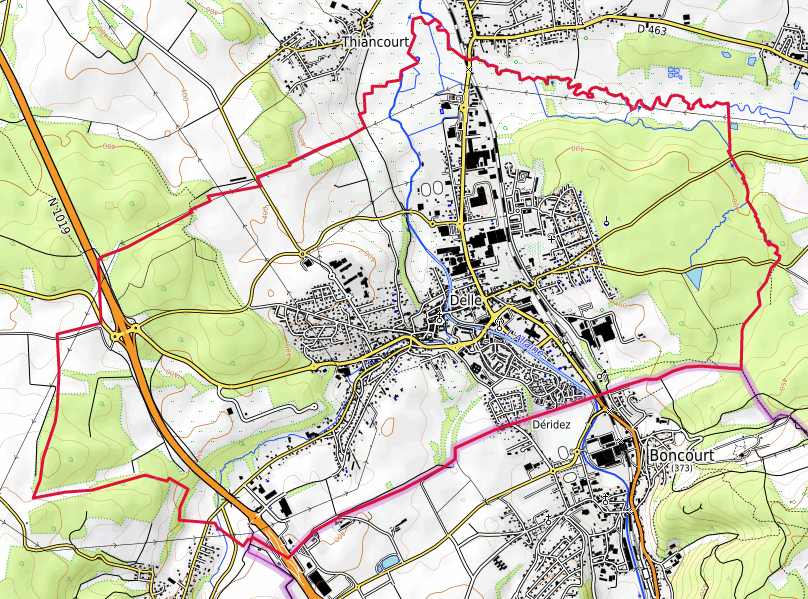
Carte topographique.

### Communes limitrophes
Les communes limitrophes sont  Boncourt, Faverois, Florimont, Fêche-l'Église, Joncherey, Lebetain et Thiancourt.

### Climat
Pour des articles plus généraux, voir Climat de la Bourgogne-Franche-Comté et Climat du Territoire de Belfort.
En 2010, le climat de la commune est de type climat de montagne, selon une étude du Centre national de la recherche scientifique s'appuyant sur une série de données couvrant la période 1971-2000. En 2020, Météo-France publie une typologie des climats de la France métropolitaine dans laquelle la commune est dans une zone de transition entre le climat semi-continental et le climat de montagne et est dans la région climatique  Vosges, caractérisée par une pluviométrie très élevée (1 500 à 2 000 mm/an) en toutes saisons et un hiver rude (moins de 1 °C). 
Pour la période 1971-2000, la température annuelle moyenne est de 9,6 °C, avec une amplitude thermique annuelle de 17,4 °C. Le cumul annuel moyen de précipitations est de 1 130 mm, avec 12,5 jours de précipitations en janvier et 10,3 jours en juillet. Pour la période 1991-2020, la température moyenne annuelle observée sur la station météorologique de Météo-France la plus proche, « Joncherey », sur la commune de Joncherey à 3 km à vol d'oiseau, est de 10,5 °C et le cumul annuel moyen de précipitations est de 1 086,9 mm. 
La température maximale relevée sur cette station est de 39 °C, atteinte le 7 août 2015 ; la température minimale est de −25 °C, atteinte le 7 janvier 1985,,. 
| Mois                                  | jan.           | fév.             | mars         | avril           | mai           | juin          | jui.            | août           | sep.            | oct.            | nov.          | déc.            | année    |
| ------------------------------------- | -------------- | ---------------- | ------------ | --------------- | ------------- | ------------- | --------------- | -------------- | --------------- | --------------- | ------------- | --------------- | -------- |
| Température minimale moyenne (°C)     | −1,6           | −1,7             | 0,6          | 3,4             | 7,5           | 11,1          | 12,8            | 12,4           | 9               | 5,8             | 1,8           | −0,9            | 5        |
| Température moyenne (°C)              | 2              | 2,9              | 6,4          | 9,9             | 14            | 17,8          | 19,6            | 19,3           | 15,2            | 10,9            | 5,8           | 2,6             | 10,5     |
| Température maximale moyenne (°C)     | 5,5            | 7,5              | 12,1         | 16,4            | 20,5          | 24,4          | 26,4            | 26,1           | 21,4            | 16              | 9,8           | 6,1             | 16       |
| Record de froid (°C) date du record   | −25 07.01.1985 | −19,6 21.02.1986 | −20 01.03.05 | −7,5 13.04.1986 | −4 05.05.1979 | −0,5 03.06.06 | 2,5 18.07.1970  | 0,5 20.08.1972 | −1,2 30.09.1995 | −7,5 31.10.1997 | −13 30.11.10  | −21,5 20.12.09  | −25 1985 |
| Record de chaleur (°C) date du record | 18,5 01.01.23  | 22,5 24.02.21    | 27 31.03.21  | 29,5 21.04.18   | 33 28.05.17   | 37 26.06.19   | 38,1 03.07.1976 | 39 07.08.15    | 33,7 11.09.23   | 30,9 02.10.23   | 25,5 07.11.15 | 21,1 16.12.1989 | 39 2015  |
| Précipitations (mm)                   | 82,9           | 78               | 78,8         | 79,9            | 102,3         | 93,2          | 83,6            | 97,8           | 82,8            | 101             | 97,7          | 108,9           | 1 086,9  |

| Diagramme climatique                                  |           |             |             |              |              |              |              |           |          |            |              |
| J                                                     | F         | M           | A           | M            | J            | J            | A            | S         | O        | N          | D            |
| 5,5−1,682,9                                           | 7,5−1,778 | 12,10,678,8 | 16,43,479,9 | 20,57,5102,3 | 24,411,193,2 | 26,412,883,6 | 26,112,497,8 | 21,4982,8 | 165,8101 | 9,81,897,7 | 6,1−0,9108,9 |
| Moyennes : • Temp. maxi et mini °C • Précipitation mm |           |             |             |              |              |              |              |           |          |            |              |

Les paramètres climatiques de la commune ont été estimés pour le milieu du siècle (2041-2070) selon différents scénarios d'émission de gaz à effet de serre à partir des nouvelles projections climatiques de référence DRIAS-2020. Ils sont consultables sur un site dédié publié par Météo-France en novembre 2022.

## Urbanisme

### Typologie
Au 1er janvier 2024, Delle est catégorisée petite ville, selon la nouvelle grille communale de densité à sept niveaux définie par l'Insee en 2022.
Elle appartient à l'unité urbaine de Delle (partie française), une agglomération internationale regroupant trois  communes, dont elle est ville-centre,,. Par ailleurs la commune fait partie de l'aire d'attraction de Delle (partie française), dont elle est la commune-centre,. Cette aire, qui regroupe 8 communes, est catégorisée dans les aires de moins de 50 000 habitants,.

### Occupation des sols

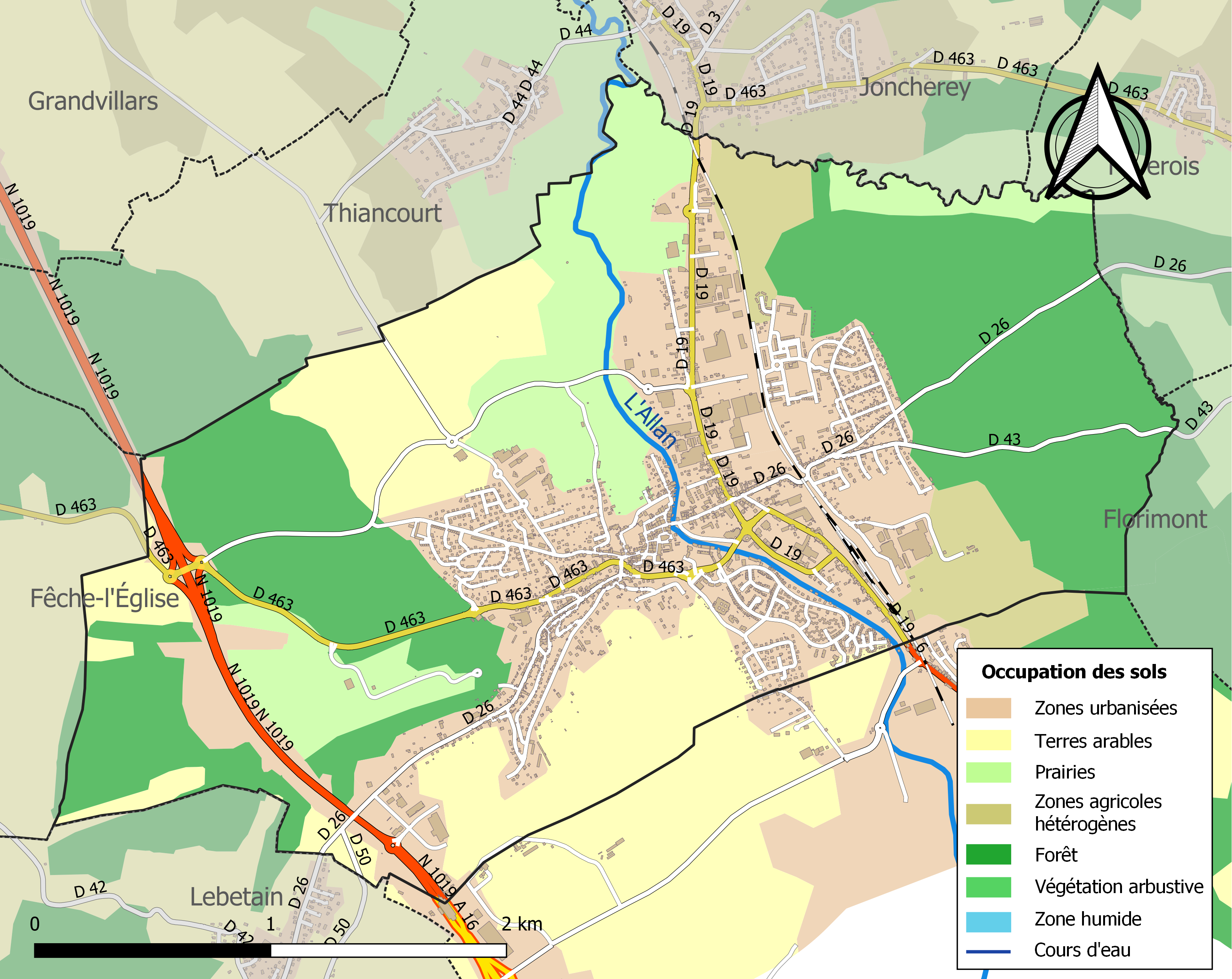
Carte des infrastructures et de l'occupation des sols de la commune en 2018 (CLC).

L'occupation des sols de la commune, telle qu'elle ressort de la base de données européenne d’occupation biophysique des sols Corine Land Cover (CLC), est marquée par l'importance des territoires agricoles (34,8 % en 2018), en diminution par rapport à 1990 (41 %). La répartition détaillée en 2018 est la suivante : 
forêts (32,3 %), zones urbanisées (21,5 %), terres arables (16,5 %), prairies (13,7 %), zones industrielles ou commerciales et réseaux de communication (11,5 %), zones agricoles hétérogènes (4,6 %). L'évolution de l’occupation des sols de la commune et de ses infrastructures peut être observée sur les différentes représentations cartographiques du territoire : la carte de Cassini (XVIIIe siècle), la carte d'état-major (1820-1866) et les cartes ou photos aériennes de l'IGN pour la période actuelle (1950 à aujourd'hui).

## Toponymie
- Datira (728), Dadila (913), Daile (1226), Diele (1232), Villam Tatinriet (1232), L'Avoerie de Deyle (1282), In oppido de Tannenriet (1284), In villa seu castro nostro de Dela (1340), In dem ampte ze Tatenriet (1303), Seigneurie de Delles (1659), Delle-sur-Joncs (sans date).
- En allemand : Dattenried[14].

## Histoire

### Faits historiques
À l'époque gallo-romaine, Delle (Datira ou Dadila) était située à l'intersection de la voie principale reliant Mandeure (département du Doubs) à Augusta Raurica (Augst dans le canton de Bâle-Campagne) et deux voies secondaires remontant vers Grandvillars et Boron. Après avoir fait partie du duché d'Alémanie au VIIe siècle, Delle devient terre mérovingienne avec le duché d'Alsace. En 728, le duc d'Alsace Eberhard fait don à l'abbaye de Murbach de la villa de Delle et de son église qui conservait les restes de saint Dizier. Cette donation est confirmée en 913 par le roi de Germanie, Conrad. 
Au début du XIIIe siècle, Delle, en tant que domaine ecclésiastique, est sous la protection de Frédéric II, comte de Ferrette. Vers 1232-1235, Delle fut l'objet de conflit entre les comtés de Ferrette et de Montbéliard. C'est vraisemblablement à cette époque que fut construit le château mais sont existence n'est attestée qu'à partir de 1308.
En 1324, le fief de passe au Habsbourg, puis en 1443 aux Moersberg (Morimont) et, en 1469, au duc de Bourgogne Charle le Téméraire.
En 1659, Louis XIV fait don de la ville à Mazarin. En 1673, le château est démantelé par Turenne mais les remparts de la ville sont conservés. Ils existent encore en 1732.
En 1944, durant la Seconde Guerre mondiale, la ville est traversée par le Schutzwall West, une ligne fortifiée.

## Politique et administration

### Administration municipale
La commune de Delle a fusionné en 1972 avec deux communes voisines, Lebetain et Joncherey, mais elles ont toutes trois repris leur indépendance, Lebetain en 1980 et Delle et Joncherey en 1983.
Delle est la principale ville de la communauté de communes du Sud Territoire, qui regroupe vingt-sept communes : Beaucourt, Boron, Brebotte, Bretagne, Chavanatte, Chavannes-les-Grands, Courcelles, Courtelevant, Croix, Delle, Faverois, Fêche-l'Église, Florimont, Froidefontaine, Grandvillars, Grosne, Joncherey, Lebetain, Lepuix-Neuf, Montbouton, Réchésy, Recouvrance, Saint-Dizier-l'Évêque, Suarce, Thiancourt, Vellescot et Villars-le-Sec.
La communauté de communes est membre du Pôle métropolitain Nord Franche-Comté.

### Liste des maires

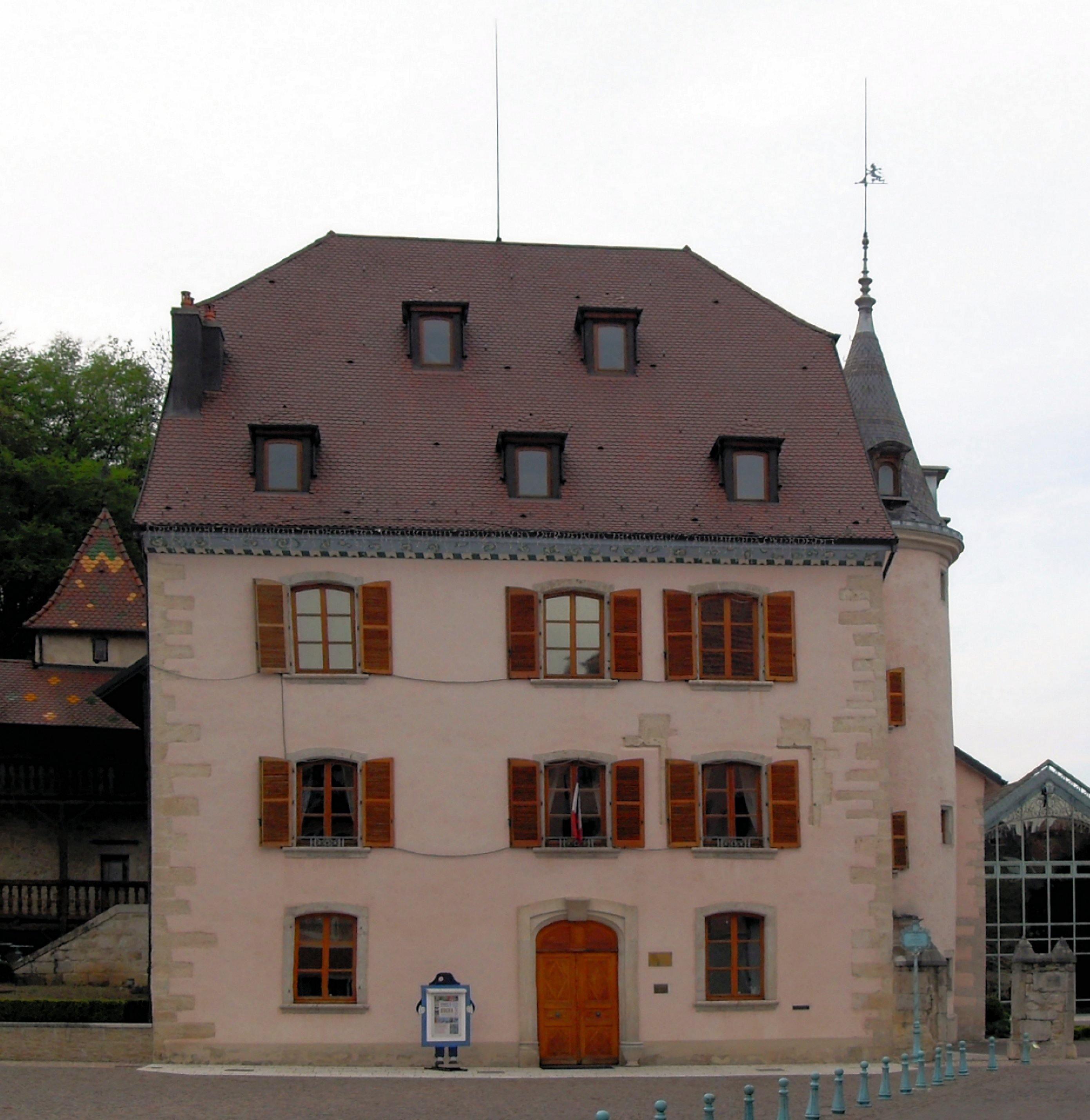
L'hôtel de ville.

| Période                                  | Période                    | Identité          | Étiquette | Qualité |
| ---------------------------------------- | -------------------------- | ----------------- | --------- | --- |
| 1919                                     | 1925                       | Charles Ackermann |           | Conseiller général du canton de Delle (1919 → 1925) |
| Les données manquantes sont à compléter. |                            |                   |           | |
| 1929                                     | 1945                       | Léon Richard      |           | |
| Les données manquantes sont à compléter. |                            |                   |           | |
| mars 1965                                | mars 1971                  | Jean Debrot,      |           | Directeur d'usine |
| mars 1971                                | 1978                       | Louis Clerc       |           | |
| 1979                                     | 1991 (démission)           | Denis Maire       | PS        | Professeur d'enseignement technique Conseiller général du canton de Delle (1976 → 1982) Président du conseil général du Territoire de Belfort (1977-1982)                              |
| 1991                                     | avril 2004 (démission)     | Raymond Forni     | PS        | Avocat Député du Territoire de Belfort (1re circ.) (1988 → 1993 puis 1997 → 2002) Président de l'Assemblée nationale (2000 → 2002) Conseiller général du canton de Delle (1987 → 2001) |
| avril 2004                               | septembre 2017 (démission) | Pierre Oser       | PS        | Directeur d'école Conseiller général du canton de Delle (2001 → 2015) |
| septembre 2017                           | En cours                   | Sandrine Larcher  | PS (UG)   | Accompagnatrice socio-éducative |

### Finances locales
Cette sous-section présente la situation des finances communales de Delle.
Pour l'exercice 2013, le compte administratif du budget municipal de Delle s'établit à 9 572 000 € en dépenses et 9 848 000 € en recettes :
En 2013, la section de fonctionnement se répartit en 6 568 000 €  de charges (1 090 € par habitant) pour 6 969 000 € de produits (1 157 € par habitant), soit un solde de 401 000 € (67 € par habitant), :
- le principal pôle de dépenses de fonctionnement est celui des charges de personnels[Note 7] pour un montant de 3 072 000 € (47 %), soit 510 € par habitant, ratio voisin de la valeur moyenne de la strate. En partant de 2008 et jusqu'à 2013, ce ratio augmente de façon continue de 427 € à 510 € par habitant ;
- la plus grande part des recettes est constituée des impôts locaux[Note 8] pour une valeur de 1 487 000 € (21 %), soit 247 € par habitant, ratio inférieur de 45 % à la valeur moyenne pour les communes de la même strate (448 € par habitant). Sur la période 2008 - 2013, ce ratio augmente de façon continue de 185 € à 247 € par habitant.

Les taux des taxes ci-dessous sont votés par la municipalité de Delle. Ils ont varié de la façon suivante par rapport à 2012 :
- la taxe d'habitation égale 11,23 % ;
- la taxe foncière sur le bâti égale 10,27 % ;
- celle sur le non bâti égale 36,06 %.

La section investissement se répartit en emplois et ressources. Pour 2013, les emplois comprennent par ordre d'importance :
- des dépenses d'équipement[Note 10] pour une somme de 2 781 000 € (93 %), soit 462 € par habitant, ratio supérieur de 20 % à la valeur moyenne pour les communes de la même strate (385 € par habitant). Sur les 6 dernières années, ce ratio fluctue et présente un minimum de 241 € par habitant en 2011 et un maximum de 462 € par habitant en 2013 ;
- des remboursements d'emprunts[Note 11] pour un montant de 77 000 € (3 %), soit 13 € par habitant, ratio inférieur de 84 % à la valeur moyenne pour les communes de la même strate (79 € par habitant).

Les ressources en investissement de Delle se répartissent principalement en :
- nouvelles dettes pour  485 000 € (17 %), soit 80 € par habitant, ratio voisin de la valeur moyenne de la strate. Depuis 6 ans, ce ratio fluctue et présente un minimum de 0 € par habitant en 2011 et un maximum de 148 € par habitant en 2008 ;
- subventions reçues pour une somme de 413 000 € (14 %), soit 69 € par habitant, ratio voisin de la valeur moyenne de la strate.

L'endettement de Delle au 31 décembre 2013 peut s'évaluer à partir de trois critères : l'encours de la dette, l'annuité de la dette et sa capacité de désendettement :
- l'encours de la dette pour une valeur de 2 328 000 €, soit 386 € par habitant, ratio inférieur de 56 % à la valeur moyenne pour les communes de la même strate (881 € par habitant). En partant de 2008 et jusqu'à 2013, ce ratio fluctue et présente un minimum de 281 € par habitant en 2011 et un maximum de 386 € par habitant en 2013[A2 5] ;
- l'annuité de la dette pour  123 000 €, soit 20 € par habitant, ratio inférieur de 82 % à la valeur moyenne pour les communes de la même strate (112 € par habitant). Pour la période allant de 2008 à 2013, ce ratio fluctue et présente un minimum de 18 € par habitant en 2011 et un maximum de 41 € par habitant en 2008[A2 5] ;
- la capacité d'autofinancement (CAF) pour  901 000 €, soit 149 € par habitant, ratio inférieur de 18 % à la valeur moyenne pour les communes de la même strate (181 € par habitant). Depuis 6 ans, ce ratio fluctue et présente un minimum de 89 € par habitant en 2011 et un maximum de 227 € par habitant en 2012[A2 6]. La capacité de désendettement est d'environ 2 années en 2013. Sur une période de 13 années, ce ratio est constant et faible (inférieur à 4 ans)

### Jumelages
- Szentgotthárd (Hongrie)

## Population et société

### Démographie
En 2010, elle était la seconde commune du département par nombres d'habitants loin derrière Belfort et ses 50 078 habitants, mais devant Valdoie et Beaucourt et leurs populations respectives de 5 165 et 5 060 habitants.

L'évolution du nombre d'habitants est connue à travers les recensements de la population effectués dans la commune depuis 1793. Pour les communes de moins de 10 000 habitants, une enquête de recensement portant sur toute la population est réalisée tous les cinq ans, les populations de référence des années intermédiaires étant quant à elles estimées par interpolation ou extrapolation. Pour la commune, le premier recensement exhaustif entrant dans le cadre du nouveau dispositif a été réalisé en 2004.

En 2022, la commune comptait 5 677 habitants, en évolution de −0,73 % par rapport à 2016 (Territoire de Belfort : −2,78 %, France hors Mayotte : +2,11 %).
| 1793 | 1800 | 1806 | 1821 | 1831 | 1836  | 1841  | 1846  | 1851  |
| ---- | ---- | ---- | ---- | ---- | ----- | ----- | ----- | ----- |
| 686  | 810  | 688  | 940  | 965  | 1 145 | 1 094 | 1 081 | 1 078 |

| 1856  | 1861  | 1866  | 1872  | 1876  | 1881  | 1886  | 1891  | 1896  |
| ----- | ----- | ----- | ----- | ----- | ----- | ----- | ----- | ----- |
| 1 069 | 1 125 | 1 219 | 1 326 | 1 516 | 1 809 | 2 161 | 2 306 | 2 518 |

| 1901  | 1906  | 1911  | 1921  | 1926  | 1931  | 1936  | 1946  | 1954  |
| ----- | ----- | ----- | ----- | ----- | ----- | ----- | ----- | ----- |
| 2 505 | 2 484 | 2 604 | 2 633 | 2 950 | 3 347 | 3 364 | 3 242 | 4 065 |

| 1962  | 1968  | 1975  | 1982  | 1990  | 1999  | 2004  | 2006  | 2009  |
| ----- | ----- | ----- | ----- | ----- | ----- | ----- | ----- | ----- |
| 5 189 | 6 134 | 7 975 | 8 161 | 6 992 | 6 624 | 6 246 | 6 113 | 5 953 |

| 2014  | 2019  | 2022  | - | - | - | - | - | - |
| ----- | ----- | ----- | - | - | - | - | - | - |
| 5 773 | 5 667 | 5 677 | - | - | - | - | - | - |

### Santé
L'hôpital le plus proche est l'hôpital Nord Franche-Comté situé entre Belfort et Montbéliard, à Trévenans,.

### Sport
Les Sports réunis dellois sont un club de football basé à Delle, qui participe à trois saisons du championnat de France de troisième niveau dans les années 1960 et 1970, dans le championnat de France amateur puis le championnat de France de Division 3.

## Économie
Bien que moins importante que par le passé, l'économie locale est toujours dominée par l'industrie (mécanique et fonderies principalement). Sont notamment implantés à Delle : Eurocast, Lisi automotive Former, Von Roll…

## Culture locale et patrimoine

### Lieux et monuments
Le centre-ville de Delle comprend de nombreux témoignages du bas Moyen Âge et de la Renaissance : ancien hôpital, remparts, maison des cariatides, mairie (ancien château), maison à tourelle (ancien presbytère)…

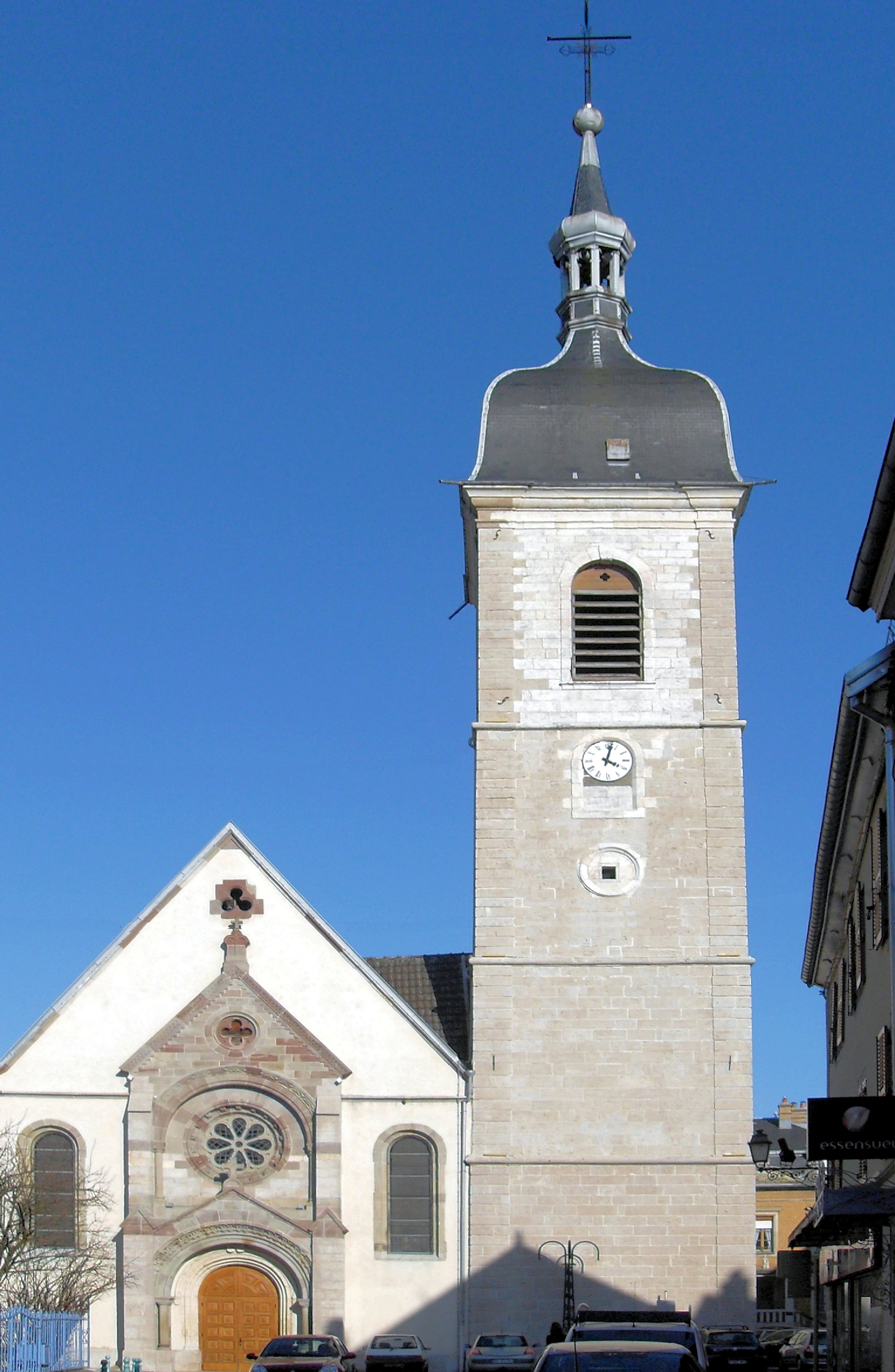
L'église Saint-Léger.
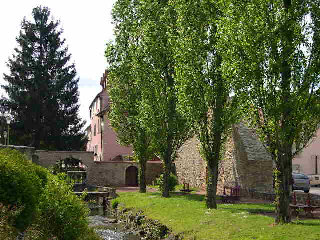
Les remparts de Delle.
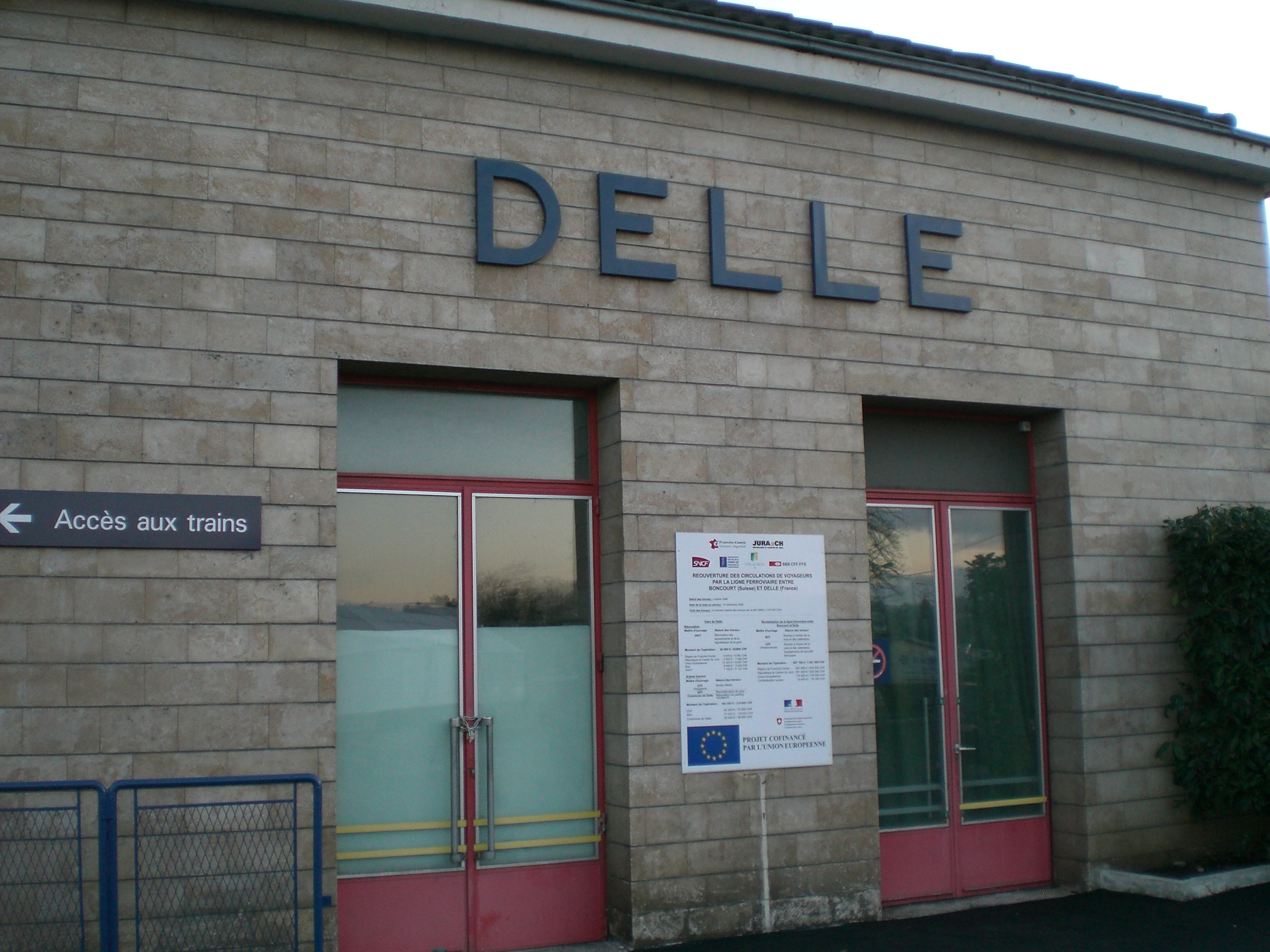
La gare de Delle lors de sa réouverture le 8 décembre 2006.
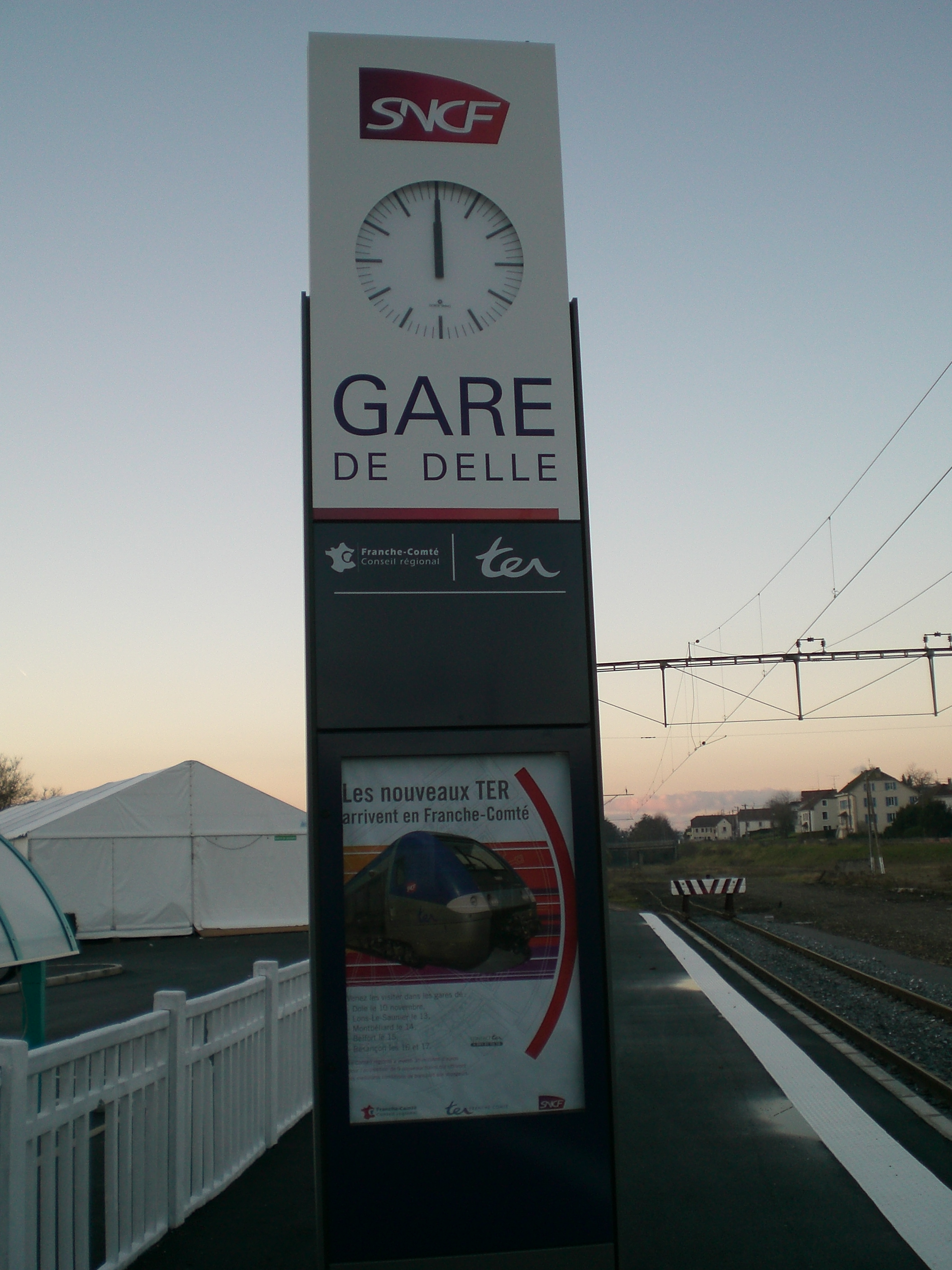
La nouvelle horloge de la gare de Delle.

### Personnalités liées à la commune
- Amaury Leveaux, champion de natation, y est né le 2 décembre 1985.
- Thierry Burkhard, général d'armée, chef d'état-major des armées, y est né.
- Jacques Santini, entraîneur de football, y est né le 25 avril 1952.
- Jacques Crevoisier, entraîneur et adjoint de football, y est né le 24 novembre 1947.
- Claude-Max Lochu, peintre et dessinateur, y est né en 1951.
- Le général Barthélemy Louis Joseph Schérer, commandant en chef de l’Armée d’Italie en 1794, puis de 1795 à 1797, ministre de la Guerre de 1797 à 1799, y est né en 1747.
- Jean-Baptiste Schacre, architecte, y est né en 1808,
- Raymond Forni, ancien président de l'Assemblée Nationale et du conseil régional de Franche-Comté, décédé le 5 janvier 2008.
- Maurice Feltin, ancien archevêque de Paris (1949-1966)[29] ; il est né à Delle le 15 mai 1883 et y est mort le 27 septembre 1975. Attaché à l’apostolat missionnaire, il soutint l’Action Catholique et les Prêtres ouvriers. Avec l’aide de son coadjuteur Mgr Veuillot, il prépara la création des diocèses de Créteil, Nanterre et Saint-Denis, effective le 9 octobre 1966.
- Jules-Étienne Joseph (Delle, 1834 - Douvaine, 1901). Barnabite, aumônier militaire sous Mac Mahon en 1870, puis curé de Saint-Joseph des Eaux-Vives (Genève), enfin fondateur et directeur de l'orphelinat de Douvaine (Haute-Savoie). Chevalier de la Légion d'honneur.
- Andrée Sikorska, romancière et peintre y est née en 1899.
- Lila Bouadma, y est née en 1971, professeure de médecine, réanimatrice à l'hôpital Bichat de Paris, elle fait partie du conseil scientifique sur le CoViD-19 en 2020[30].

### Gastronomie
- Les cailloux des remparts : chocolats pralinés à l'orange.

### Héraldique
| Armes de Delle | Les armes peuvent se blasonner ainsi : d'or à la touffe de joncs de sinople mouvant de la pointe. | Logo de la ville. |

## Pour approfondir